# Bulbophyllum catillus
Bulbophyllum catillus är en orkidéart som beskrevs av Jaap J. Vermeulen och P.O'byrne. Bulbophyllum catillus ingår i släktet Bulbophyllum och familjen orkidéer.
Artens utbredningsområde är Papua Nya Guinea. Inga underarter finns listade i Catalogue of Life.